# Elizabeth Galdo Marín
Elizabeth Galdo Marín (n. Cusco) es una abogada peruana. Fue ministra de Comercio Exterior y Turismo desde abril hasta septiembre de 2024, durante el gobierno de Dina Boluarte.

## Biografía
Se graduó en Derecho por la Pontificia Universidad Católica del Perú, obteniendo el título de abogada. Además, obtuvo una maestría en Finanzas Corporativas por la Universidad de Harvard.

### Trayectoria
Desarrolló su carrera en el ámbito privado. Empezó como consultora en las oficinas de Arthur Andersen en Lima y Caracas. Luego, trabajó durante quince años en diferentes posiciones en el Grupo Telefónica del Perú. En 2014 pasó a ser directora ejecutiva de la Fundación Telefónica, donde desarrolló y lideró proyectos de impacto en el ámbito empresarial y social.

### Ministra de Estado
El 1 de abril de 2024, fue nombrada y juramentada por la presidenta Dina Boluarte como ministro de Comercio Exterior y Turismo del Perú, en reemplazo de Juan Carlos Mathews; formando parte del gabinete ministerial presidido por Gustavo Adrianzén.
Mantuvo este cargo hasta el 3 de septiembre de 2024, cuando la presidenta Boluarte hizo una recomposición de su gabinete; siendo reemplazada por Úrsula León.